# Autochloris collocata
Autochloris collocata är en fjärilsart som beskrevs av Walker 1864. Autochloris collocata ingår i släktet Autochloris och familjen björnspinnare. Inga underarter finns listade i Catalogue of Life.